# Аристакес Грич
Аристакес Грич (арм. Արիստակես Գրիչ), — армянский писатель, грамматик XII века.

## Биография

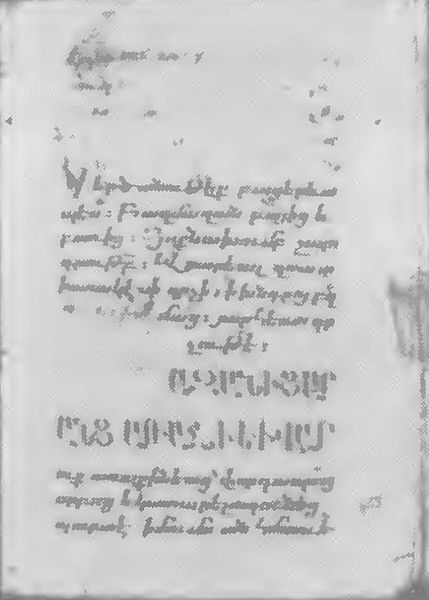
Заглавная страница рукописи «Словаря» Аристакеса Грича

О жизни Аристакеса известно очень мало. Обучение он прошёл в Киликии, в монастыре Скевра, где и продолжил научную деятельность. Изучал лингвистику и грамматику. В конце XII века написал первый армянский орфографический словарь «Открытое изучение различных слов» (арм. «Վերլուծութիւնք բացերևապէս բազմազան բայից»), иногда именуемый также «Искусство письма» (арм. «Արհեստ գրչութեան»). Труд Аристакеса был новшеством своего времени и полностью удовлетворяет современным стандартам. Труд был предназначен для введения однородности правописания в разных школах. Помимо изучения правильного написания слов, Аристакес касается вопросов пунктуации, склонения, переноса слов на новую строку, приводит фонетическую транскрипцию труднопроизносимых слов, составляет список слов с двойным написанием, и. т. д. Словарь впоследствии был усовершенствован и дополнен Геворгом Скевраци, к его помощи обращался и Ованес Ерзнкаци Плуз.